# Пандемія грипу 1889—1890 років
Пандемія грипу 1889—1890 років (англ. 1889–1890 influenza pandemic; іноді її називають Азійський грип 1889 року чи Російський грип 1889 року, англ. Asiatic flu or Russian flu 1889) — одна з грипозних пандемій, яка спричинила загибель близько 1 млн людей з 1,5 мільярдної світової популяції того часу. Це була остання велика пандемія XIX століття і одна з найсмертоносніших в історії. Найбільша захворюваність і летальність спостерігалися з жовтня 1889 року по грудень 1890 року. Періодично спалахи повторювалися упродовж березня — червня 1891 року, потім — листопада 1891 року до червні 1892 року, згодом — взимку 1893—1894 років і на початку 1895 року.
Достеменно невідомо, який збудник спричинив цю пандемію. З 1950-х років вважається, що це був вірус людського грипу А H2N2 (Influenza A virus subtype H2N2). Тоді як пізніше припущено, що це можливо був вірус пташиного грипу H3N8 (Influenza A virus subtype H3N8). Геномне вірусологічне дослідження 2005 року дає можливість запідозрити, що це міг бути не вірус грипу, а коронавірус людини OC43.
Транспортна інфраструктура кінця XIX століття сприяла поширенню грипу 1889 року. 19 найбільших європейських країн, включаючи Російську імперію, мали 202887 км залізниць, а трансатлантичні морські подорожі займали менше шести днів. Це була перша пандемія, яка поширилася не лише в Євразії, а й у всьому світі.

## Хід пандемії
Першій випадок пандемії був зафіксований у середньоазіатському місті Бухара в Російській імперії в травні 1889 року. Закаспійська залізниця дозволила їй поширитися далі в Самарканд до серпня, а в Томськ, відстань до якого становить 3200 км, — до жовтня 1889 року. Оскільки Транссибірська залізниця ще не була побудована, поширення на схід відбувалося повільніше, але грип досяг найзахіднішої станції Закаспійської залізниці Красноводська (нині Туркменбаші), а звідти по волзьких торгових шляхах до листопада 1889 року грип дійшов до Санкт-Петербурга, заразивши від 180 тисяч до одного мільйона мешканців міста, та Москви. До середини листопада був охоплений Київ, а наступного місяця землі біля озера Байкал, а до кінця року — решта Сибіру та Сахалін.
Із Санкт-Петербурга хвороба поширилася морськими суднами до Ваксгольма (Vaxholm) на початку листопада 1889 року, а потім до Стокгольма та решти Швеції, заразивши 60 % населення протягом восьми тижнів. Незабаром після цього грип охопив Норвегію, а згодом Данію. У Німецькій імперії він вперше з'явився в грудні 1889 року, а 12 листопада було повідомлено про 600 хворих у Берліні, при цьому кількість випадків у місті за кілька днів досягла 150 тисяч, і, зрештою, половини з 1,5 мільйона містян. Відень був заражений приблизно в той же час. У Римі грип опинився 17 грудня. Цього місяця грип також поширився на Париж, і наприкінці цього часу — на Гренобль, Тулон, Тулузу та Ліон на материку та Аяччо на Корсиці. Тоді ж Іспанія  також була охоплена грипом, від якого гинуло до 300 людей на день у Мадриді. Грип одночасно потрапив до Лондона, звідки швидко поширилося у межах Великої Британії та Ірландії до Бірмінгема, Глазго, Единбурга та Дубліна.
Перший випадок у США був зафіксований 18 грудня 1889 року. Потім грип швидко поширився по всьому Східному узбережжю і за кілька днів досяг Чикаго та Канзасу. Про першу смерть американця повідомили 25 грудня. Сан-Франциско та інші міста були охоплені до кінця місяця, загальна кількість загиблих у США становила близько 13 000. Звідти він поширився на південь до Мексики і далі на південь, досягнувши Буенос-Айреса до 2 лютого. Дурбан у Південній Африці був охоплений у листопаді 1889 року, тоді як Індія — в лютому 1890 року, а Сінгапур і Голландська Ост-Індія були уражені в березні 1890 року. За ними до квітня прийшла черга Японії, Австралії та Нової Зеландії, а в травні пандемія поширилася на Китай.
За чотири місяці грип поширився по всій Північній півкулі. Летальність досягла піку в Санкт-Петербурзі 1 грудня 1889 року, а в Сполучених Штатах Америки — протягом тижня із 12 січня 1890 року. Середній час між першим зареєстрованим випадком і піком смертей становив п'ять тижнів. Коли пандемія почалася, обговорювалось, чи хвороба заразна, але швидкість зараження та поширеність у будь-якому кліматі та місцевості довели його заразливість.

## Лікування
Використовувався хінін і феназон, а також малі дози стрихніну, а більш за все віскі та бренді, а як дешевші ліки — лляне насіння, сіль і гліцерин. Багато людей також вважали, що голодування знизить гарячку, виходячи з думки, що організм не буде виробляти стільки тепла при меншій кількості їжі, що було поганою порадою. Більше того, багато лікарів і тоді ще вірили в теорію міазмів, що немає ніякого поширення збудника, а хвороба не є заразною.

## Наслідки
Наслідком цієї пандемії на Мальті було те, що грип вперше став хворобою, яка підлягала обов'язковому повідомленню.
На відміну від більшості пандемій грипу, таких як іспанський грип 1918 року, в 1889 році померли переважно люди похилого віку. Через загалом нижчий рівень життя, гіршу гігієну та нижчий рівень медицини частка вразливих людей була вищою, ніж у сучасному світі.

## Пошуки причини пандемії
Сероархеологічні дослідження, засновані на виявленні антитіл до грипу в сироватках крові літніх людей у XX столітті, показали, що пандемія 1889—1890 років була спричинена вірусом грипу А підтипу H2, епідемія 1898—1900 років — підтипом H3 та пандемія іспанського грипу 1918 року — підтипом H1. Після підтвердження того, що H1N1 є причиною пандемії іспанського грипу, повторний аналіз сероархеологічних даних припустив, що грип A підтипу H3 (можливо, підтип H3N8) є більш імовірною причиною пандемії 1889—1890 років.
Після спалаху тяжкого гострого респіраторного синдрому у 2002—2004 роках вірусологи почали секвенувати коронавіруси людини та тварин. Порівняння двох видів бетакоронавірусів — коронавірусу великої рогатої худоби та коронавірусу людини OC43, показало, що вони мали останнього спільного предка наприкінці XIX століття, приблизно в 1890 році. Зроблено припущення, що пандемію тоді міг спричинити коронавірус, а не вірус грипу. Дослідження медичних звітів того часу показало, що клінічні прояви пандемії 1889-1890 років нагадували симптоми коронавірусної хвороби 2019, а не грипу, з помітною схожістю, включаючи переважну летальність осіб похилого віку, полісистемність уражень, втрату смаку та нюху та наслідки, подібні до посткоронавірусного синдрому. Проте докази, що пандемію 1889-1890 років спричинив коронавірус, в аналізі літератури називаються «слабкими» та «вигаданими».

## Померли під час пандемії
- Августа Саксен-Веймар-Ейзенахська
- Амадей I
- Бодуен, принц Бельгії
- Майкл Макґівні
- Африкан Спір